# Kiunga (Gattung)
Die Fischgattung Kiunga mit zwei beschriebenen Arten aus der Familie der Blauaugen ist endemisch im Gebiet des Oberlaufs des Fly River in der Nähe der namensgebenden Stadt Kiunga, Papua-Neuguinea.

## Merkmale
Die Blauaugen der Gattung Kiunga unterscheiden sich von den anderen Gattungen durch Unterschiede in der Beschuppung, Schädelbau, Bezahnung sowie Flossenform und -strahlen. Insbesondere die vordere Rückenflosse ist kaum ausgebildet. Im Gegensatz zu vielen anderen Blauaugen fehlt ein sichtbarer Geschlechtsdimorphismus. Die Körper der lebenden Fische (und überwiegend die Flossen) sind transparent. Die Fische der Gattung Kiunga werden nur etwa drei Zentimeter lang.

## Vorkommen und Habitat
Kiunga wurde bisher ausschließlich in einem kleinen Gebiet zwischen Kiunga und Tabubil am Oberlauf des Fly-River gefunden (etwa 900 km von der Mündung stromaufwärts). Dort kommen die Fische in kleinen, langsamfließenden Regenwaldbächen mit klarem, weichem Wasser von etwa 25 °C vor.

## Systematik
In der Gattung Kiunga sind zwei Arten bekannt:
- Kiunga-Blauauge (Kiunga ballochi) Allen, 1983
- Blehers Blauauge (Kiunga bleheri) Allen, 2004